# Literatură și Știință

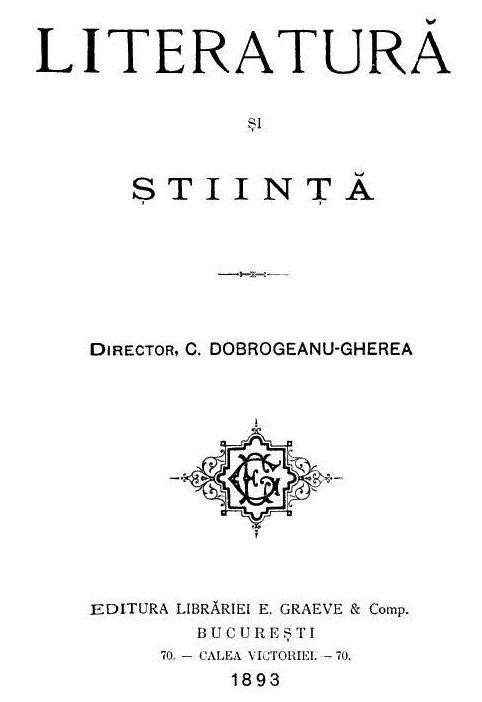
Literatură şi Ştiinţă, numărul 1, prima pagină, 1893

Literatură și Știință a fost o revistă cu apariție anuală, din care nu au apărut decât două volume, în anii 1893 și 1894. A fost publicată în București de Editura Librăriei E. Graeve & Comp. și l-a avut ca director pe Constantin Dobrogeanu-Gherea. 
În revistă a debutat Nicolae Iorga, în calitate de critic. I-a avut colaboratori pe Nicolae Beldiceanu, Sofia Nădejde, Constantin Mille, I. Păun, Paul Bujor, O. Carp, I. N. Roman și Alexandru Vlahuță.

### Cuprinsul volumelor

#### Volumul 2 (1894)
Volumul 2, apărut în 1894, avea 320 pagini, era tipărit pe hârtie de calitate și avea coperte cartonate. Cuprinsul volumului era următorul:
1. C. Dobrogeanu-Gherea, Artiștii cetățeni
27. O. Carp, Două iubiri (poezie)
29. Ioan Nădejde, Ieară-și formarea marei proprietăți la noi.
59. Artur Stavri, Caravană (poezie)
61. P. Bujor, Mi-a cîntat cucu’n față (nuvelă)
93. O. Carp, Tristia (poezie)
95. G. Proca, Moartea naturală
117. I. Găvănescul, Mireasă vecinic fericită (poezie)
119. Grig. I. Alexandrescu, Legi și obiceiuri
131. Artur Stavri, La țară (poezie)
133. Sofia Nădejde, Evoluția familiei
161. I. Păun, Vara (poezie)
163. I. Păun, Toamnă (poezie)
165. D. N. Voinov. Metoda întrebuințată în studiul morfologiei.
177. Artur Stavri, De dorul altor lumi (poezie)
179. D. A Teodoru, Clasificarea genurilor literare
213. O. Carp, În vijelie (poezie)
215. C. Dobrogeanu-Gherea, Polemice
235. C. Dobrogeanu-Gherea, Artiștii proletari intelectuali
271. Artur Stavri, După furtună (poezie)
273. O. Carp, Doina (poezie)
275. Artur Stavri, Și noi ca dînsul.
277. E. Arald, Spiritismul «experimental» din «Sic Cogito» al D-lui Hasdeu.
311. O. Carp, O durere (poezie)
313. Victor Miclescu, «Un om de prisos» (fragment)
315. Anton Bacalbașa, Spanachidi (fragment)